# Reza Baraheni
Reza Baraheni (n. 13 decembrie 1935, Tabriz, Iran – d. 25 martie 2022) a fost un scriitor, poet, critic și om politic iranian care a trăit în exil.

## Biografie
Baraheni s-a născut în Iran, dar a locuit în Canada. Era profesor la Universitatea din Toronto, în cadrul centrului de literatură comparată. Baraheni a fost președinte al PEN Canada în perioada iunie 2001 - iunie 2003.
Este autorul a mai mult de cincizeci de cărți în limbile persană și engleză. Baraheni a tradus în persană opere importante ca cele ale lui Shakespeare, Milan Kundera, Osip Mandelștam, Ivo Andrić și Frantz Fanon.
Cea mai importantă carte a sa este The Crowned Cannibals: Writings on Repression in Iran, unde povestește perioada în care a fost condamnat la închisoare, din cauza acțiunilor sale împotriva șahului Iranului Mohammad Reza Pahlavi.
Baraheni era de etnie azeră și este un convins suporter al drepturilor azerilor.